# تولدگرایی
تولدگرایی یا ناتالیسم (انگلیسی: Natalism) یا پروناتالیسم (انگلیسی: pronatalism) نوعی باور و ایدئولوژی است که تولیدمثل انسان را به عنوان هدف مهم انسان بودن ترویج می‌کند. اصطلاح ناتالیسم از صفت لاتین ناتالیس (nātālis) به‌معنای «تولدی، زایشی» گرفته شده‌است. تولدگرایی بارداری و والد شدن را به دلایل اجتماعی و برای تضمین تداوم بشریت ترویج می‌کند. ناتالیسم در سیاست‌گذاری عمومی معمولاً به دنبال ایجاد انگیزه‌های مالی و اجتماعی برای جمعیت‌ها برای تولید مثل است، مانند ارائه مشوق‌های مالیاتی که به داشتن و حمایت از کودکان پاداش می‌دهد. تفسیرهای سخت‌گیرانه از ناتالیسم ممکن است به دنبال محدود کردن دسترسی به سقط جنین و پیشگیری از بارداری باشد. متضاد تولدگرایی تولدستیزی است.

## انگیزه‌ها

### قصد بچه دار شدن
تمایل به بچه دار شدن یک عامل باروری بسیار مهم است، اما افراد بدون فرزندی که قصد دارند بلافاصله یا در عرض دو یا سه سال بچه دار شوند، معمولاً نسبت به کسانی که قصد دارند در دراز مدت بچه دار شوند، در فرزندآوری موفق تر هستند. عوامل تعیین‌کننده زیادی برای قصد بچه دار شدن وجود دارد، از جمله:
- ترجیح مادر به اندازه خانواده، که بر روی فرزندان از کودکی تا اوایل بزرگسالی تأثیر می‌گذارد.[۳] به همین ترتیب، خانواده بر مقاصد باروری تأثیر می‌گذارد، افزایش تعداد برادرزاده‌ها و خواهرزاده‌ها، تعداد ترجیحی فرزندان را افزایش می‌دهد.[۲]
- فشار اجتماعی از جانب خویشاوندان و دوستان برای داشتن فرزند دیگر.[۲]
- حمایت اجتماعی. با این حال، یک مطالعه از آلمان غربی به این نتیجه رسیده‌است که هم مردانی که اصلاً حمایت نمی‌شوند و هم مردانی که از افراد مختلف حمایت می‌شوند، احتمال کمتری برای داشتن فرزند دیگری دارند که احتمالاً مربوط به وجود مشکلات هم پایه است.[۲]
- خوشبختی، افراد شاد تمایل به بچه‌های بیشتری دارند.[۲]
- وضعیت مسکن امن.[۴]

### پروناتالیسم در سیاست
برخی از منطقه‌ها سیاست‌های تولدگرایی را برای جلوگیری از کاهش جمعیت یا افزایش رشد جمعیت اتخاذ می‌کنند. اولین نمونه شناخته شده سیاست طرفدار ناتالیسم، قانون ازدواج امپراتور آگوستوس است که هدف آن تشویق رشد جمعیت در امپراتوری روم بود. امپراتور کنستانتین بزرگ در قرن چهارم میلادی نیز همین هدف را دنبال می‌کرد. او کمک هزینه اولاد را برای والدین فقیر ارائه کرد و حق سنتی پدر رومی برای کشتن کودکان ناخواسته را لغو کرد. پدران کلیسا آگوستین و جروم نه تنها سقط جنین را محکوم کردند، بلکه پیشگیری از بارداری را نیز محکوم کردند، که به عنوان «سقط جنین» طبقه‌بندی شد. با این وجود، هم پیشگیری و هم سقط جنین در اروپای قرون وسطی رواج داشتند. کاربرد این دو تنها در اوایل دوره مدرن تغییر کرد، زمانی که افزایش جمعیت در اروپا به هدف سیاست دولت تبدیل شد. در این زمان سقط جنین و حتی گسترش دانش در مورد پیشگیری از بارداری جرم انگاری شد. در نتیجه این سیاست‌ها، جمعیت سفیدپوست اروپا و آمریکا در طول صد سال، از سال ۱۷۵۰ تا ۱۸۵۰، بیش از دو برابر شد، در حالی که جمعیت آفریقا در این دوره راکد مانده بود. در آفریقا قبل از اینکه طب غربی مرگ و میر را کاهش دهد، کار میسیونرهای مسیحی و تقاضای حاکمان استعماری برای تأمین کارگران، جایگزین روش‌های پیشین کنترل تولد و باعث رشد جمعیت در آفریقا شده بود.
در یک سوم پایانی قرن نوزدهم، جمعیت آلمان و بریتانیا به سرعت رشد کرد، در حالی که در فرانسه جمعیت راکد بود. در پایان قرن نوزدهم «جنبش تولدگرایی» در فرانسه به وجود آمد و سازمان «اتحاد ملی برای کاهش جمعیت» که علیه کاهش جمعیت بود در سال ۱۸۹۶ در این کشور تأسیس شد. فعال‌ترین تبلیغ‌نویس آن «فرناند بوورات» (۱۸۸۵–۱۹۶۲)، وارث یک تاجر ثروتمند پاریسی بود که در سال ۱۹۱۴ به عنوان دبیرکل اتحاد ملی در مقابل کاهش جمعیت منصوب شد. در سال ۱۹۱۳ کتاب «Patriotisme et Paternité» (کتابی که تقریباً به «شور و پدری میهنی ترجمه می‌شود») را منتشر کرد که در آن او در صفحه عنوان‌ها اشاره کرد که نرخ زاد و ولد آلمان بسیار بالاتر از فرانسه است. در نتیجه، آلمان قادر خواهد بود تا سربازان بیشتری را برای مدت طولانی به میدان بفرستد. «انتقام» مورد انتظار، یعنی بازپس‌گیری مناطق واگذار شده به آلمان پس از جنگ فرانسه و پروس ۱۸۷۱، بدون افزایش نرخ زاد و ولد، راه درازی خواهد بود. پس از آن بوورات به عضویت «شورای عالی تولد»، هیئت مشاوره ایالتی برای ترویج تولد، درآمد. تحت تأثیر تعداد وحشتناک قربانیان در جنگ جهانی اول و تحت تأثیر جنبش تولدگرایی، قانونی در سال ۱۹۲۰ تصویب شد که تکمیل کننده و در برخی موارد تشدید کننده مقررات مربوط به مجازات سقط جنین قوانین قدیمی تر بود. این حکم برای دست داشتن در سقط جنین از شش ماه تا سه سال زندان پیش‌بینی کرده بود. اقداماتی که در آن زمان برای تشویق ولادت انجام شد، مهم‌تر و مؤثرتر از مقررات کیفری بود.- در سال ۱۹۲۰ مدال خانواده فرانسه - در جریان سیاست تولدگرایی ایجاد و اهدا شد. در دوران نازی‌ها در آلمان یک سیاست کاملاً طرفدار تولدگرایی دنبال شد.

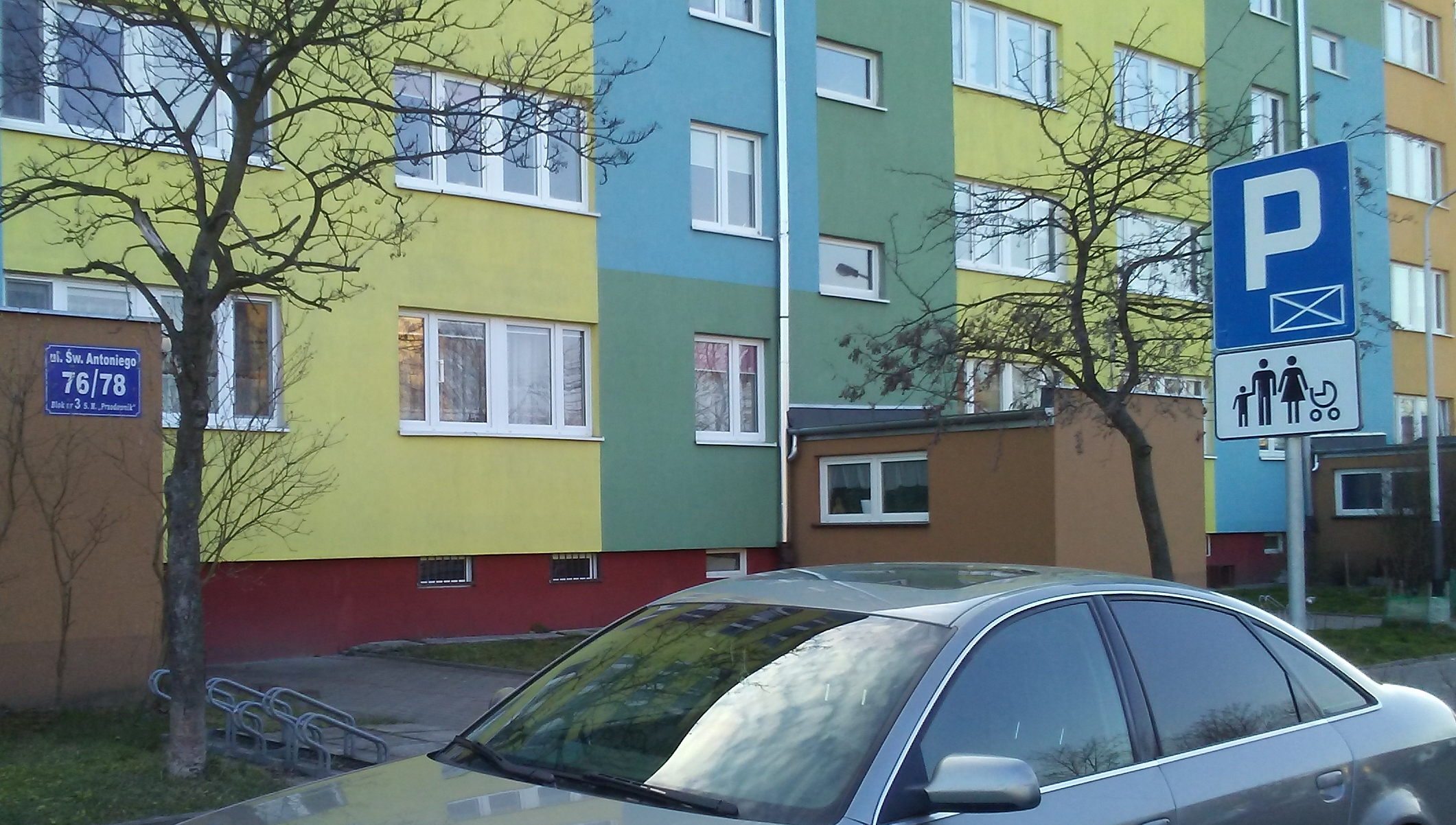
دارای پارکینگ در محل سکونت برای خانواده‌های دارای کودک. توماشوف مازوویتسکی، لهستان

برخی از کشورهای دارای کاهش جمعیت به مردم مشوق‌هایی برای داشتن خانواده‌های پرجمعیت به عنوان وسیله ای برای کاهش جمعیت ارائه می‌دهند. مشوق‌ها ممکن است شامل یک‌بار پاداش نوزاد یا پرداخت‌های مداوم حمایت از فرزندآوری یا کاهش مالیات باشد. برخی جریمه‌ها یا مالیات بر بی فرزندی را برای کسانی که فرزندان کمتری دارند اعمال می‌کنند. برخی از کشورها مانند ژاپن، سنگاپور، کره جنوبی و تایوان، سیاست‌های تولدگرایی مداخله‌گرایانه را اجرا کرده‌اند، یا تلاش کرده‌اند که مشوق‌هایی را برای خانواده‌های بزرگتر در میان سهامداران بومی ایجاد کنند. مهاجران عموماً بخشی از سیاست‌های تولدگرایی نیستند.
پرداختی مرخصی زایمان را نیز می‌توان به عنوان مشوق استفاده کرد. برای مثال، سوئد مرخصی والدین سخاوتمندانه ای دارد که در آن والدین حق دارند ۱۶ ماه مرخصی استحقاقی را برای هر فرزند به اشتراک بگذارند، که هزینه آن بین کارفرما و دولت تقسیم می‌شود.
کتاب وقتی کسی انتظارش را ندارد چه چیزی را باید انتظار داشت نوشته جاناتان وی. لاست یکی از کتابهایی است که از سیاست‌های تولدگرایی حمایت می‌کند.

### روسیه
دولت ولادیمیر پوتین همچنین از سیاست‌های تولدگراییی با ارائه پاداش و ترویج خانواده‌های بزرگ‌تر استفاده می‌کند.

### مجارستان
دولت مجارستان ویکتور اوربان در سال ۲۰۱۹ مشوق‌های مالی (از جمله حذف مالیات برای مادران دارای بیش از سه فرزند، و کاهش پرداخت‌های اعتباری و دسترسی آسان‌تر به وام‌ها) و گسترش دسترسی به مهدکودک را اعلام کرد.

### دین
فرمان «بارور باشید و کثیر شوید» که از کتاب مقدس یهودیان گرفته شده‌است، توسط پدران کلیسای مسیحی با ممنوع کردن تقریباً همه انواع پیشگیری از بارداری پیروی شد. آنها همچنین داستان اونان در سفر پیدایش را مأخذ قرار دادند. طبق قانون ازدواج لویر، اونان موظف بود از همسر برادرش که بدون فرزند مرده بود صاحب فرزند شود. اما در حالی که با بیوه می‌خوابید، با قطع رابطه جنسی از بارداری جلوگیری می‌کرد. به همین دلیل خداوند او را با مرگ مجازات کرد. پدران کلیسا از این موضوع استنباط کردند که هر رابطه جنسی که در خدمت تولید مثل نباشد، مذموم است. هر دو فرقه تا قرن بیستم به این اصل پایبند بودند.
هرویگ بیرگ دانشمند جمعیت‌شناس آلمانی گزارش می‌کند که تقریباً همه ادیان جهان نگرش تولدگرایی دارند. این موضوع را می‌توان با این واقعیت توضیح داد که جریان‌های مذهبی که دستورالعمل آنان نسبت به تولید مثل انسان بی‌تفاوت یا حتی خصمانه است، فرزندان کمتری نسبت به پیروان ادیان ترویج‌دهنده تولد دارند و همچنین به سختی برای خانواده‌های دارای فرزند جذابیت دارند. از آنجایی که جامعه‌پذیری مذهبی از دوران کودکی آغاز می‌شود و ثابت شده‌است که کودکان یک جامعه مذهبی حتی در بزرگسالی نیز همان ایمان خود را حفظ می‌کنند، جریان‌های مذهبی تولدگرا تنها به دلایل جمعیت‌شناختی به‌طور مستمر قوی‌تر خواهند شد. از سوی دیگر، ادیانی که ضد تولد هستند - مانند شاکریسم - به‌طور طبیعی در معرض خطر انقراض می‌گیرند.
بسیاری از ادیان تولید مثل را تشویق می‌کنند و دینداری در پیروان آنان با نرخ باروری بالاتر گره خورده‌است. یهودیت، اسلام، و شاخه‌های اصلی مسیحیت، از جمله کلیسای عیسی مسیح قدیسان آخرالزمان و کلیسای کاتولیک تولید مثل را تشویق می‌کند. در سال ۱۹۷۹ یک مقاله تحقیقاتی نشان داد که مردم آمیش به‌طور متوسط ۶٫۸ فرزند در هر خانواده دارند. جنبشی در میان پروتستان‌های محافظه‌کار، که به جنبش کویورفول معروف است، از خانواده‌های پرجمعیت حمایت می‌کند و کودکان را نعمتی از جانب خداوند می‌داند.

## تولدگرایی خودگرا
زمانی که یک فرد در درجه اول به تولید مثل خود اهمیت می‌دهد، به آن ناتالیسم خودگرا می‌گویند، حتی اگر این امر ممکن است مانع تولید مثل افراد دیگر بشود. یکی از این موارد ممکن است مربوط به دکتر سیسیل جاکوبسون و همچنین دونالد کلاین باشد که زنان را به جای اسپرم همسر آنان با اسپرم خود بارور می‌کردند.

## تولدگرایی اجباری
در گذشته، تخطی‌های مذموم مانند عقیم‌سازی اجباری و سایر موارد نقض حقوق بشر به نام کنترل جمعیت انجام می‌شد. اما امروزه، پروناتالیسم اجباری تهدیدی مشابه است. پروناتالیسم اجباری قدیمی‌ترین شکل کنترل تولیدمثلی است که عامل اصلی رشد جمعیت است. فشارهای پروناتالیستی، آشکار و نامحسوس، توسط برنامه‌های اجتماعی، فرهنگی، سیاسی، اقتصادی، مذهبی و ناسیونالیستی هدایت می‌شود. پروناتالیسم مذهبی از طریق دستورهای کتاب مقدس مبنی بر «ثمربخش و تکثیر»، از طریق انگ زدن به افراد بی فرزند، و از طریق محدود کردن و انتشار اطلاعات نادرست در مورد پیشگیری از بارداری، سقط جنین، و خدمات تنظیم خانواده تحمیل می‌شود. فشار پروناتالیست سیاسی به خواست مالیات‌دهندگان بیشتر، یا افزایش ارتش، یا دنبال کردن اهداف ملی گرایانه، قوم گرایانه یا بیگانه هراسانه مربوط می‌شود. این انگیزه‌های سیاسی منجر به ممنوعیت سقط جنین و پیشگیری از بارداری، پاداش و مشوق‌های نوزاد برای خانواده‌های پرجمعیت، و انگ زدن به انتخاب‌های زندگی غیر سنتی می‌شود. برخی از شدیدترین فشارها برای بچه دار شدن از طرف خانواده ناشی می‌شود، جایی که اگر زنی نتواند یا نخواهد بچه دار شود، می‌تواند طرد شود، قربانی خشونت خانگی شود، طلاق داده شود، از نظر اجتماعی انگ شده و از نظر اقتصادی به حاشیه رانده شود.